# ماوی جینز
ماوی جینز (انگلیسی: Mavi Jeans) شرکت پوشاک ترک است، که در سال ۱۹۹۱ تأسیس شد.